# Crown Australian Poker Championship

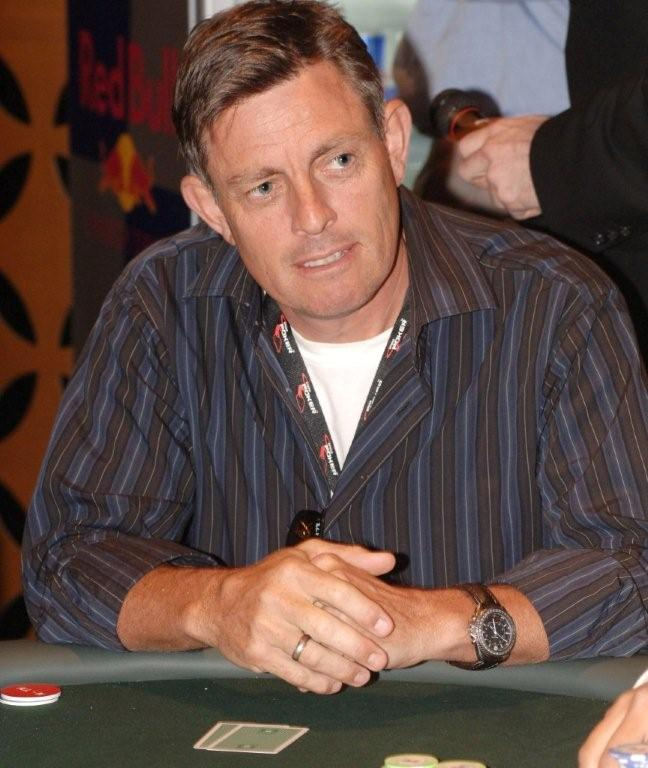
Warwick Dunnett à la table finale de l'Aussie Millions 2005

Le Crown Australian Poker Championship, plus communément appelé Aussie Millions, est une série de tournois de poker se tenant au Casino Crown de Melbourne, en Australie. Son Main Event est le tournoi le plus richement doté de l'hémisphère sud, la dotation atteignant au moins 7 millions de dollars australiens.

## Structure du Main Event
La structure du Main Event est différente de celle de la plupart des tournois majeurs de poker. Tandis que la plupart des tournois Hold'em se jouent à neuf joueurs par table, le Main Event des Aussie Millions démarre à huit joueurs par table, et ce jusqu'à ce qu'il ne reste que 36 joueurs, après quoi la structure passe à six joueurs par table.

## Résultats

### Résultats du Main Event

#### Australian Poker Championships (Limit Hold'em) 1998
- Prix d'entrée : 1 000 AUD[1]
- Date : 26 juillet 1998[1]
- Nombre de joueurs : 74
- Prize Pool : 74 000 AUD
- Nombre de places payées : 9

| Place | Nom               | Prix       |
| ----- | ----------------- | ---------- |
| 1er   | Alex Horowitz     | 25 900 AUD |
| 2e    | Ken Eastwood      | 14 800 AUD |
| 3e    | David Gorr        | 7 400 AUD  |
| 4e    | Leo Boxell        | 4 810 AUD  |
| 5e    | Mike Ivin         | 3 700 AUD  |
| 6e    | Jason Gray        | 2 960 AUD  |
| 7e    | Michael Marcos    | 2 220 AUD  |
| 8e    | Vince Oliver      | 1 850 AUD  |
| 9e    | Emilia Garvenovak | 1 480 AUD  |

#### Australian Poker Championships (Pot-limit Hold'em) 1999
- Prix d'entrée : 1 000 AUD[2]
- Date : août 1999[2]
- Nombre de joueurs : 109
- Prize Pool : 109 000 AUD
- Nombre de places payées : 9

| Place | Nom             | Prix       |
| ----- | --------------- | ---------- |
| 1er   | Milo Nadalin    | 38 150 AUD |
| 2e    | Adam Haman      | 21 800 AUD |
| 3e    | Joe Meissner    | 10 900 AUD |
| 4e    | Sam Khoueis     | 7 085 AUD  |
| 5e    | Larry Jones     | 5 450 AUD  |
| 6e    | Billy Argyros   | 4 360 AUD  |
| 7e    | Brian Mulvihill | 3 270 AUD  |
| 8e    | Vic Thornton    | 2 725 AUD  |
| 9e    | John Maver      | 2 180 AUD  |

#### Australian Poker Championships 2000
- Prix d'entrée : 1 500 AUD[3]
- Date : 27 août 2000[3]
- Nombre de joueurs : 109
- Prize Pool : 173 500 AUD
- Nombre de places payées : 18

| Place | Nom               | Prix       |
| ----- | ----------------- | ---------- |
| 1er   | Leo Boxell        | 65 225 AUD |
| 2e    | Gerry Fitt        | 32 700 AUD |
| 3e    | Gary Benson       | 16 350 AUD |
| 4e    | Jason Gray        | 10 628 AUD |
| 5e    | Martin Comer      | 8 175 AUD  |
| 6e    | Charles Cuschieri | 6 540 AUD  |
| 7e    | Joe Humunicki     | 4 905 AUD  |
| 8e    | Wendy Boxell      | 4 088 AUD  |
| 9e    | Chris Newton      | 3 270 AUD  |

#### Australian Poker Championships 2001
- Prix d'entrée : 1 500 AUD[4]
- Date : 24 août 2001[4]
- Nombre de joueurs : 101
- Prize Pool : 151 500 AUD
- Nombre de places payées : 18

| Place | Nom             | Prix       |
| ----- | --------------- | ---------- |
| 1er   | Sam Korman      | 53 025 AUD |
| 2e    | Eric Sclavos    | 30 300 AUD |
| 3e    | James Potter    | 15 150 AUD |
| 4e    | Toby Atroshenko | 9 848 AUD  |
| 5e    | John Maitland   | 7 575 AUD  |
| 6e    | Jamil Dia       | 6 060 AUD  |
| 7e    | Gerry Fitt      | 4 545 AUD  |
| 8e    | Lee Nelson      | 3 787 AUD  |
| 9e    | Mick Anderson   | 3 030 AUD  |

#### Australian Poker Championships 2002
- Prix d'entrée : 5 000 AUD[5]
- Date : 11 et 12 janvier 2002[5]
- Nombre de joueurs : 66
- Prize Pool : 330 000 AUD
- Nombre de places payées : 10

| Place | Nom               | Prix        |
| ----- | ----------------- | ----------- |
| 1er   | John Maver        | 150 000 AUD |
| 2e    | John Homann       | 63 000 AUD  |
| 3e    | David Szetho      | 35 000 AUD  |
| 4e    | Lee Nelson        | 24 500 AUD  |
| 5e    | Chris Newton      | 17 500 AUD  |
| 6e    | Toby Atroshenko   | 10 500 AUD  |
| 7e    | Frank Callaghan   | 9 625 AUD   |
| 8e    | Mike Guttman      | 7 875 AUD   |
| 9e    | Constantin Harach | 7 000 AUD   |

#### Crown Australian Poker Championships 2003
- Prix d'entrée : 10 000 AUD[6]
- Date : 12 janvier 2003[6]
- Nombre de joueurs : 122
- Prize Pool : 1 220 000 AUD
- Nombre de places payées : 18

| Place | Nom             | Prix        |
| ----- | --------------- | ----------- |
| 1er   | Peter Costa     | 394 870 AUD |
| 2e    | Leo Boxell      | 225 640 AUD |
| 3e    | Harry Demetriou | 124 102 AUD |
| 4e    | Sam Khoueis     | 101 538 AUD |
| 5e    | Joe Cabret      | 78 974 AUD  |
| 6e    | Ram Vaswani     | 67 692 AUD  |
| 7e    | Martin Comer    | 56 410 AUD  |
| 8e    | Erich Kollmann  | 45 128 AUD  |
| 9e    | Joe Beevers     | 33 846 AUD  |

#### Crown Australian Poker Championships 2004
- Prix d'entrée : 10 300 AUD[7]
- Date : 15 janvier 2004[7]
- Nombre de joueurs : 133
- Prize Pool : 1 330 000 AUD
- Nombre de places payées : 18

| Place | Nom          | Prix        |
| ----- | ------------ | ----------- |
| 1er   | Tony Bloom   | 426 500 AUD |
| 2e    | Jesse Jones  | 243 700 AUD |
| 3e    | Kenna James  | 134 000 AUD |
| 4e    | David Hatzis | 109 700 AUD |
| 5e    | Mark Banin   | 85 300 AUD  |
| 6e    | Brian Hull   | 73 100 AUD  |
| 7e    | Mike Ivin    | 60 900 AUD  |
| 8e    | Han Luu      | 48 700 AUD  |
| 9e    | Tino Lechich | 36 600 AUD  |

#### Crown Australian Poker Championships 2005
- Prix d'entrée : 10 300 AUD[8]
- Date : Du 18 au 20 janvier 2005[8]
- Nombre de joueurs : 263
- Prize Pool : 2 630 000 AUD
- Nombre de places payées : 40

| Place | Nom             | Prix          |
| ----- | --------------- | ------------- |
| 1er   | Jamil Dia       | 1 000 000 AUD |
| 2e    | Mike Simkin     | 465 000 AUD   |
| 3e    | George Mamacas  | 250 000 AUD   |
| 4e    | Martin Comer    | 170 000 AUD   |
| 5e    | Stephen McLean  | 110 000 AUD   |
| 6e    | Warwick Dunnett | 80 000 AUD    |
| 7e    | Jonathan Paul   | 70 000 AUD    |
| 8e    | Gary Benson     | 60 000 AUD    |
| 9e    | Marcel Lüske    | 50 000 AUD    |

#### Crown Australian Poker Championships 2006
- Prix d'entrée : 10 500 AUD[9]
- Date : Du 14 au 19 janvier 2006[9]
- Nombre de joueurs : 418
- Prize Pool : 4 180 000 AUD
- Nombre de places payées : 48

| Place | Nom            | Prix          |
| ----- | -------------- | ------------- |
| 1er   | Lee Nelson     | 1 295 800 AUD |
| 2e    | Robert Neary   | 689 700 AUD   |
| 3e    | Nenad Medic    | 376 200 AUD   |
| 4e    | Shannon Shorr  | 271 700 AUD   |
| 5e    | Jeff Sealey    | 209 000 AUD   |
| 6e    | Russell Davies | 167 200 AUD   |
| 7e    | Wes Bugiera    | 125 400 AUD   |

#### Crown Australian Poker Championships 2007
- Prix d'entrée : 10 500 AUD[10]
- Date : Du 14 au 19 janvier 2007[10]
- Nombre de joueurs : 747
- Prize Pool : 7 470 000 AUD
- Nombre de places payées : 80

| Place | Nom           | Prix          |
| ----- | ------------- | ------------- |
| 1er   | Gus Hansen    | 1 500 000 AUD |
| 2e    | Jimmy Fricke  | 1 000 000 AUD |
| 3e    | Andy Black    | 700 000 AUD   |
| 4e    | Julius Colman | 500 000 AUD   |
| 5e    | Hans Vogl     | 400 000 AUD   |
| 6e    | Marc Karam    | 300 000 AUD   |
| 7e    | Kristy Gazes  | 220 000 AUD   |

#### Crown Australian Poker Championships 2008
- Prix d'entrée : 10 500 AUD[11]
- Date : Du 14 au 19 janvier 2008[11]
- Nombre de joueurs : 780
- Prize Pool : 7 758 000 AUD
- Nombre de places payées : 81

| Place | Nom                      | Prix          |
| ----- | ------------------------ | ------------- |
| 1er   | Alexander Kostritsyn     | 1 650 000 AUD |
| 2e    | Erik Seidel              | 1 000 000 AUD |
| 3e    | Michael Chrisanthopoulos | 700 000 AUD   |
| 4e    | Peter Ling               | 500 000 AUD   |
| 5e    | Pellegrino Marotta       | 400 000 AUD   |
| 6e    | Antonio Casale           | 300 000 AUD   |
| 7e    | Peter Mobbs              | 225 000 AUD   |

#### Crown Australian Poker Championships 2009
- Prix d'entrée : 10 500 AUD[12]
- Date : 18 janvier 2009[12]
- Nombre de joueurs : 681
- Prize Pool : 6 810 000 AUD
- Nombre de places payées : 64

| Place | Nom               | Prix          |
| ----- | ----------------- | ------------- |
| 1er   | Stewart Scott     | 2 000 000 AUD |
| 2e    | Peter Rho         | 1 000 000 AUD |
| 3e    | Elliot Smith      | 700 000 AUD   |
| 4e    | Raj Ramakrishnan  | 400 000 AUD   |
| 5e    | Sam Capra         | 300 000 AUD   |
| 6e    | Zachary Gruneberg | 210 000 AUD   |
| 7e    | Richard Ashby     | 150 000 AUD   |

#### Crown Australian Poker Championships 2010
- Prix d'entrée : 10 500 AUD[13]
- Date : Du 24 au 30 janvier 2010[13]
- Nombre de joueurs : 746
- Prize Pool : 7 460 000 AUD
- Nombre de places payées : 72

| Place | Nom               | Prix          |
| ----- | ----------------- | ------------- |
| 1er   | Tyron Krost       | 2 000 000 AUD |
| 2e    | Frederik Jensen   | 1 100 000 AUD |
| 3e    | Sorel Mizzi       | 715 000 AUD   |
| 4e    | Kosta Varoxis     | 450 000 AUD   |
| 5e    | Peter Jetten      | 350 000 AUD   |
| 6e    | Steve Friedlander | 250 000 AUD   |
| 7e    | Annette Obrestad  | 175 000 AUD   |

#### Crown Australian Poker Championships 2011
- Prix d'entrée : 10 600 AUD[14]
- Date : 23 janvier 2011[14]
- Nombre de joueurs : 721
- Prize Pool : 7 210 000 AUD
- Nombre de places payées : 73

| Place | Nom              | Prix          |
| ----- | ---------------- | ------------- |
| 1er   | David Gorr       | 2 000 000 AUD |
| 2e    | James Keys       | 1 035 000 AUD |
| 3e    | Jeffrey Rossiter | 700 000 AUD   |
| 4e    | Michael Ryan     | 450 000 AUD   |
| 5e    | Randy Dorfman    | 325 000 AUD   |
| 6e    | Samad Razavi     | 225 000 AUD   |
| 7e    | Chris Moorman    | 175 000 AUD   |

#### Crown Australian Poker Championships 2012
- Prix d'entrée : 10 600 AUD[15]
- Date : Du 22 au 28 janvier 2012[15]
- Nombre de joueurs : 659
- Prize Pool : 6 590 000 AUD
- Nombre de places payées : 72

| Place | Nom               | Prix          |
| ----- | ----------------- | ------------- |
| 1er   | Oliver Speidel    | 1 600 000 AUD |
| 2e    | Kenneth Wong      | 1 000 000 AUD |
| 3e    | Mile Krstanoski   | 610 000 AUD   |
| 4e    | Mohamad Kowssarie | 405 000 AUD   |
| 5e    | Patrick Healy     | 300 000 AUD   |
| 6e    | Bjorn Li          | 230 000 AUD   |
| 7e    | Yann Dion         | 170 000 AUD   |

#### Crown Australian Poker Championships 2013
- Prix d'entrée : 10 600 AUD[16]
- Date : 27 janvier 2013[16]
- Nombre de joueurs : 629
- Prize Pool : 6 290 000 AUD
- Nombre de places payées : 64

| Place | Nom             | Prix          |
| ----- | --------------- | ------------- |
| 1er   | Mervin Chan     | 1 600 000 AUD |
| 2e    | Joe Cabret      | 1 000 000 AUD |
| 3e    | Patrik Antonius | 600 000 AUD   |
| 4e    | Dan Shak        | 400 000 AUD   |
| 5e    | Jarrod Glennon  | 290 000 AUD   |
| 6e    | David Yan       | 220 000 AUD   |
| 7e    | Jennette Tan    | 150 000 AUD   |

#### Aussie Millions Poker Championship 2014
- Prix d'entrée : 10 600 AUD[17]
- Date : Du 2 au 9 février 2014[17]
- Nombre de joueurs : 668
- Prize Pool : 6 680 000 AUD
- Nombre de places payées : 72

| Place | Nom               | Prix          |
| ----- | ----------------- | ------------- |
| 1er   | Amichai Barer     | 1 600 000 AUD |
| 2e    | Sorel Mizzi       | 1 000 000 AUD |
| 3e    | Jacob Balsiger    | 650 000 AUD   |
| 4e    | Darren Rabinowitz | 450 000 AUD   |
| 5e    | Vincent Rubianes  | 335 000 AUD   |
| 6e    | Andrew Phaedonos  | 250 000 AUD   |
| 7e    | Scott Seiver      | 170 000 AUD   |

#### Aussie Millions Poker Championship 2015
- Prix d'entrée : 10 600 AUD[18]
- Date : Du 25 janvier au 1er février 2015[18]
- Nombre de joueurs : 648
- Prize Pool : 6 480 000 AUD
- Nombre de places payées : 72

| Place | Nom                | Prix          |
| ----- | ------------------ | ------------- |
| 1er   | Manny Stavropoulos | 1 385 500 AUD |
| 2e    | Lennart Uphoff     | 1 214 500 AUD |
| 3e    | Joel Douaglin      | 630 000 AUD   |
| 4e    | James Rann         | 430 000 AUD   |
| 5e    | Brian Rast         | 315 000 AUD   |
| 6e    | Anthony Legg       | 235 000 AUD   |
| 7e    | Richard Lyndaker   | 160 000 AUD   |

#### Aussie Millions Poker Championship 2016
- Prix d'entrée : 10 600 AUD[19]
- Date : Du 24 au 31 janvier 2016[19]
- Nombre de joueurs : 732[19]
- Prize Pool : 7 320 000 AUD
- Nombre de places payées : 80

| Place | Nom                | Prix          |
| ----- | ------------------ | ------------- |
| 1er   | Alan Engel         | 1 600 000 AUD |
| 2e    | Tony Dunst         | 1 000 000 AUD |
| 3e    | Samantha Abernathy | 625 000 AUD   |
| 4e    | Alexander Lynskey  | 445 000 AUD   |
| 5e    | Dylan Honeyman     | 340 000 AUD   |
| 6e    | Hui Chen-Kuo       | 270 000 AUD   |
| 7e    | John Apostolidis   | 210 000 AUD   |

#### Aussie Millions Poker Championship 2017
- Prix d'entrée : 10 600 AUD[20]
- Date : Du 22 au 29 janvier 2017[20],[21]
- Nombre de joueurs : 725
- Prize Pool : 7 685 000 AUD
- Nombre de places payées : 80

| Place | Nom               | Prix          |
| ----- | ----------------- | ------------- |
| 1er   | Shurane Vijayaram | 1 600 000 AUD |
| 2e    | Ben Heath         | 1 000 000 AUD |
| 3e    | Tobias Hausen     | 620 000 AUD   |
| 4e    | Jeff Rossiter     | 440 000 AUD   |
| 5e    | Fedor Holz        | 335 000 AUD   |
| 6e    | David Olson       | 270 000 AUD   |
| 7e    | Luke Roberts      | 210 000 AUD   |

#### Aussie Millions Poker Championship 2018
- Prix d'entrée : 10 600 AUD[22]
- Date : Du 28 janvier au 4 février 2018[22],[23]
- Nombre de joueurs : 800
- Prize Pool : 8 000 000 AUD
- Nombre de places payées : 88

| Place | Nom                 | Prix          |
| ----- | ------------------- | ------------- |
| 1er   | Toby Lewis          | 1 458 198 AUD |
| 2e    | Stefan Huber        | 909 699 AUD   |
| 3e    | Espen Solaas        | 1 177 103 AUD |
| 4e    | Chul Park           | 470 000 AUD   |
| 5e    | Michael Del Vecchio | 370 000 AUD   |
| 6e    | Benjamin Richardson | 300 000 AUD   |
| 7e    | Johan Schumacher    | 235 000 AUD   |

#### Aussie Millions Poker Championship 2019
- Prix d'entrée : 10 600 AUD[24]
- Date : Du 27 janvier au 3 février 2019[24],[25]
- Nombre de joueurs : 822
- Prize Pool : 8 220 000 AUD
- Nombre de places payées : 88

| Place | Nom                 | Prix          |
| ----- | ------------------- | ------------- |
| 1er   | Bryn Kenney         | 1 272 598 AUD |
| 2e    | Michael Del Vecchio | 1 272 162 AUD |
| 3e    | Andrew Hinrichsen   | 1 097 739 AUD |
| 4e    | Clinton Taylor      | 483 000 AUD   |
| 5e    | Matthew Wakeman     | 380 300 AUD   |
| 6e    | Gyeong Byeong Lee   | 309 000 AUD   |
| 7e    | Hamish Crawshaw     | 242 000 AUD   |

#### Aussie Millions Poker Championship 2020
- Prix d'entrée : 10 600 AUD[26]
- Date : Du 17 au 24 janvier 2020[26]
- Nombre de joueurs : 820
- Prize Pool : 8 200 000 AUD
- Nombre de places payées : 88

| Place | Nom           | Prix          |
| ----- | ------------- | ------------- |
| 1er   | Vincent Wan   | 1 318 000 AUD |
| 2e    | Tai Hoang     | 1 318 000 AUD |
| 3e    | Gareth Pepper | 1 000 000 AUD |
| 4e    | Nino Ullmann  | 480 160 AUD   |
| 5e    | Erik Seidel   | 378 660 AUD   |
| 6e    | Oliver Weis   | 307 820 AUD   |
| 7e    | Nicolas Malo  | 240 080 AUD   |

### Vainqueurs du High Roller
| Année | Vainqueur           | Prix          | Entrées        | Prize Pool    |
| ----- | ------------------- | ------------- | -------------- | ------------- |
| 2006  | John Juanda         | 1 000 000 AUD | 10             | 1 000 000 AUD |
| 2007  | Erick Lindgren      | 1 000 000 AUD | 18             | 1 800 000 AUD |
| 2008  | Howard Lederer      | 1 250 000 AUD | 25             | 2 500 000 AUD |
| 2009  | David Steicke       | 1 200 000 AUD | 23             | 2 300 000 AUD |
| 2010  | Daniel Shak         | 1 200 000 AUD | 24             | 2 400 000 AUD |
| 2011  | Sam Trickett        | 1 525 000 AUD | 38             | 3 800 000 AUD |
| 2012  | Dan Smith           | 1 012 000 AUD | 22             | 2 200 000 AUD |
| 2013  | Andrew Robl         | 1 000 000 AUD | 22             | 2 200 000 AUD |
| 2014  | Yevgeniy Timoshenko | 2 000 000 AUD | 47 (29 Rebuys) | 7 486 000 AUD |
| 2015  | Richard Yong        | 1 870 000 AUD | 70             | 6 860 000 AUD |
| 2016  | Fabian Quoss        | 1 446 480 AUD | 41             | 4 018 000 AUD |
| 2017  | Nick Petrangelo     | 882 000 AUD   | 18             | 1 764 000 AUD |
| 2018  | Michael Lim         | 931 000 AUD   | 19             | 1 862 000 AUD |
| 2019  | Cary Katz           | 1 481 760 AUD | 42             | 4 116 000 AUD |
| 2020  | Kahle Burns         | 1 746 360 AUD | 54             | 5 292 000 AUD |

### Vainqueurs du Super High Roller
| Année | Vainqueur     | Prix          | Entrées        | Prize Pool     |
| ----- | ------------- | ------------- | -------------- | -------------- |
| 2011  | Erik Seidel   | 2 500 000 AUD | 20             | 5 000 000 AUD  |
| 2012  | Phil Ivey     | 2 000 000 AUD | 16             | 4 000 000 AUD  |
| 2013  | Sam Trickett  | 2 000 000 AUD | 18             | 4 500 000 AUD  |
| 2014  | Phil Ivey     | 4 000 000 AUD | 30 (16 Rebuys) | 11 270 000 AUD |
| 2015  | Phil Ivey     | 2 205 000 AUD | 25             | 6 105 000 AUD  |
| 2016  | Steve O'Dwyer | 1 051 959 AUD | 16             | 3 920 000 AUD  |